# 牛头山遗址
牛头山遗址，位于中国青海省海东市乐都区达拉乡袁家台，为青海省市县级文物保护单位，公布日期为1983年5月23日，类型为古遗址。
牛头山遗址的历史年代为青铜时代。